# HR 4523
HR 4523 is een tweevoudige ster met een spectraalklasse van G2.V en M4.V. De ster bevindt zich 30,40 lichtjaar van de zon. Component A beschikt over een exoplaneet.